# Ormur Jónsson Breiðbælingur
Ormur Jónsson Breiðbælingur (1160 - 1218) fue un caudillo medieval y goði de Oddi, Rangárvallasýsla en Islandia.
Pertenecía al clan familiar de los Oddaverjar. Era hijo de Jón Loftsson y su amante Ragnheið, hermana de Torlak de Islandia. Tenía su hacienda en Breiðabólstaður, Fljótshlíð. Era un hombre sabio y considerado como uno de los más nobles de la isla. Entre sus hermanos destacan el obispo Páll Jónsson de Skálholt y Sæmundur Jónsson de Oddi. 
El hijo de Páll murió ahogado en Noruega hacia 1216 y Sæmundur exigió una compensación a los comerciantes de Eyrarbakki pues los consideró responsables de su muerte. Ormur trató de que entrase en razón, pero no le hizo caso y confiscó grandes bienes pero solo logró enojar a los comerciantes. En verano de 1218 Ormur fue a Vestmannaeyjar con su hijo Jón para un asunto de su iglesia, y allí se encontró con algunos de esos comerciantes quienes le atacaron y mataron el 6 de agosto de 1218.
Ormur no tenía hijos varones pero su hermano Sæmundur tenía varios hijos ilegítimos a quienes les consideraba herederos pese a que por ley no les correspondía. Si tuvo hijas, una de ellas Hallveig Ormsdóttir, casó primero con Bjorn Þorvaldsson pero luego se relacionó con Snorri Sturluson; otra hija Þuríður, casó con Tumi Sighvatsson yngri.